# Arlene Klasky
Arlene Klasky (ur. 26 maja 1949 w Omaha, Nebraska) – amerykańska animatorka, graficzka, producentka oraz współzałożycielka wytwórni Klasky Csupo, którą założyła wspólnie ze swoim byłym mężem Gáborem Csupó.

## Życiorys
Arlene Klasky jest pochodzenia polsko-żydowskiego i rosyjsko-żydowskiego; dorastała w nadmorskich miasteczkach w hrabstwie Orange w Kalifornii. Tworząc serial Rocket Power, czerpała inspirację z lat swojej młodości, zwłaszcza z czasów spędzonych na surfowaniu, oraz z obserwacji swoich dzieci, uprawiających sporty ekstremalne. 22 maja 1979 roku wyszła za mąż za swojego partnera biznesowego Gábora Csupó, z którym ma dwójkę synów. Arlene rozwiodła się w 1995 roku.
W 1999 roku uznana została za jedną z 25 najlepszych kobiet w branży animacji przez amerykański magazyn poświęcony animacji i efektom specjalnym. Najbardziej znana jest ze swojej pracy w Nickelodeonie w latach 90. i 2000. Wraz z byłym mężem Gáborem Csupó i Paulem Germainem współtworzyła telewizyjne seriale animowane Rocket Power, Pełzaki (1991) oraz Pełzaki (2021).